# Международный суд ООН
Междунаро́дный суд ООН (официальное русское название, согласно Уставу ООН — Междунаро́дный Суд, англ. International Court of Justice, фр. Cour internationale de justice — досл. «Международный суд справедливости») — один из шести главных органов Организации Объединённых Наций, учреждённый Уставом ООН для достижения одной из главных целей ООН «проводить мирными средствами, в согласии с принципами справедливости и международного права, улаживание или разрешение международных споров или ситуаций, которые могут привести к нарушению мира».
Международный суд осуществляет судебную и консультативную функции. Он функционирует в соответствии со Статутом, который является частью Устава ООН, и своим Регламентом.

## История
Суд начал работу в 1946 году, заменив собой Постоянную палату международного правосудия (ППМП), которая была учреждена в 1920 году под эгидой Лиги Наций. В октябре 1945 года ППМП на своей последней сессии приняла решение о передаче своих архивов и имущества Суду, который также должен был заседать во Дворце Мира в Гааге.
31 января 1946 года судьи ППМП ушли в отставку, а 17 апреля 1946 года ППМП была официально распущена резолюцией Лиги Наций. Впервые Суд собрался 3 апреля 1946 года во Дворце Мира и 6 апреля избрал своего Председателя, Вице-председателя и Секретаря. Первым Председателем Суда стал судья Хосе Густаво Герреро (Сальвадор), который был Председателем ППМП вплоть до её роспуска. 18 апреля 1946 года Международный Суд провёл своё первое публичное заседание. Первое дело было представлено на рассмотрение Суда в мае 1947 года, оно касалось инцидента в проливе Корфу («Соединённое Королевство против Албании»).

## Общее
Деятельность суда регламентирована Уставом ООН (глава XIV), Статутом Международного суда, Регламентом и принятой на основании ст. 19 Регламента Резолюцией суда 1976 года. С октября 2001 года Международный суд издаёт практические директивы для сторон разбирательства, которые дополняют Регламент.
Международный суд состоит из 15 независимых судей, избранных вне зависимости от их гражданства, из числа лиц высоких моральных качеств, удовлетворяющих требованиям, предъявляемым в их странах для назначения на высшие судебные должности или являющихся юристами с признанным авторитетом в области международного права.
Международный суд призван стать одним из ключевых компонентов в стратегии мирного разрешения споров и разногласий между государствами и обеспечения правопорядка и законности в мире.
Суд обслуживает Секретариат, его административный орган. Официальными языками являются английский и французский.
Суд является единственным из шести главных органов ООН, расположенным вне Нью-Йорка.

### Статут Суда
Согласно ст. 93 Устава ООН, все государства — члены ООН являются лат. ipso facto участниками Статута Суда. Статут Суда, являющийся неотъемлемой частью Устава ООН, регулирует все основные вопросы, относящиеся к образованию и деятельности Суда. Статут начинается со статьи 1, провозглашающей: «Международный Суд, учрежденный Уставом Объединённых Наций в качестве главного судебного органа Объединённых Наций, образуется и действует в соответствии с нижеследующими постановлениями настоящего Статута». Далее сказанное конкретизируется в 5 главах и 69 входящих в них статьях:
- Глава I: Организация суда (статьи 2—33)
- Глава II: Компетенция суда (статьи 34—38)
- Глава III: Судопроизводство (статьи 39—64)
- Глава IV: Консультативные заключения (статьи 65—68)
- Глава V: Поправки (статьи 69—70).

### Некоторые дела на рассмотрении Суда

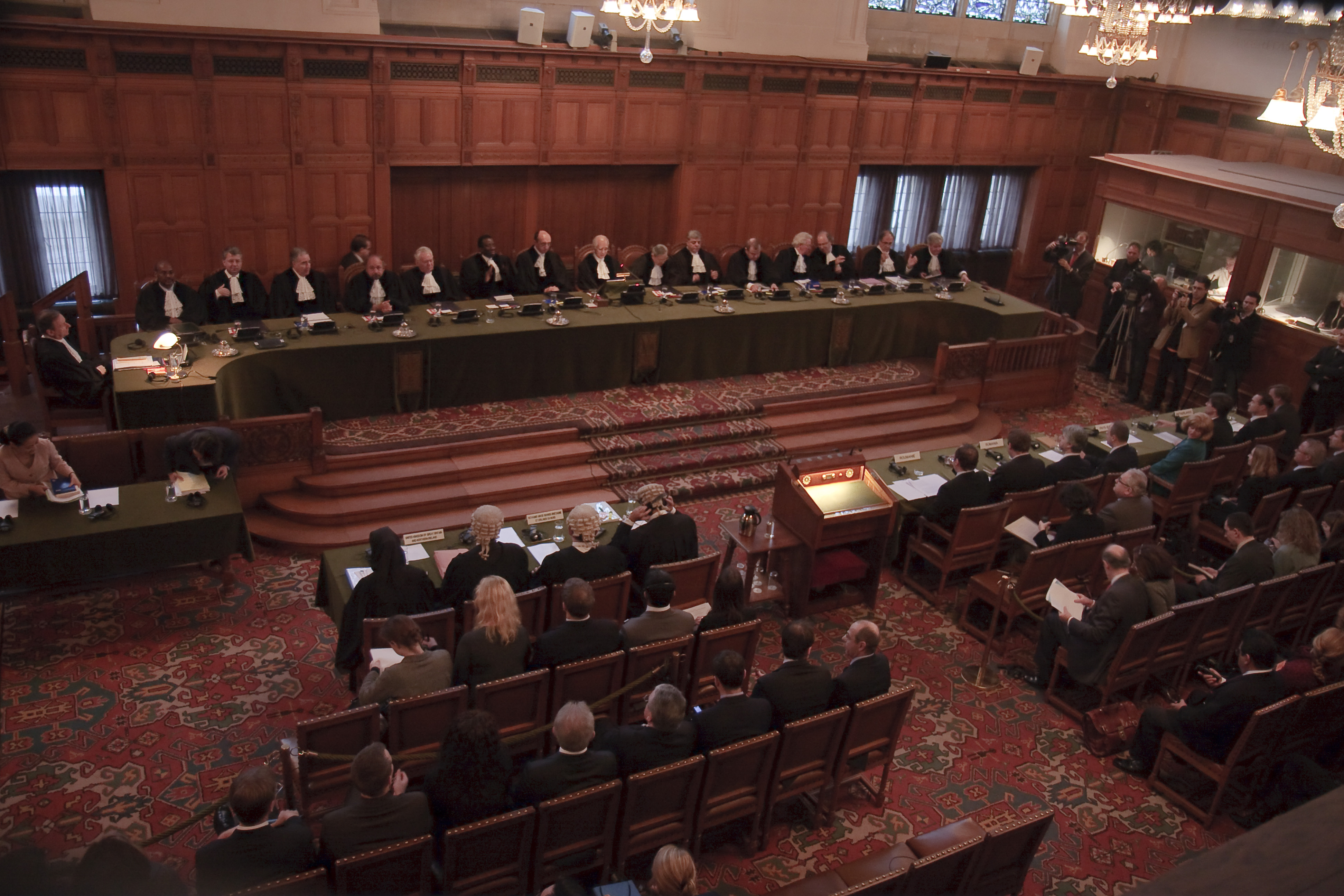
Большой зал заседаний Международного суда